# سهره نوک‌قیچی اسکاتلندی
سهره نوک‌قیچی اسکاتلندی (نام علمی: Loxia scotica) نام یک گونه از سرده نوک‌ضربدری است.